# Upplands runinskrifter 1023
Upplands runinskrifter 1023 är en nu försvunnen vikingatida runsten som stod i Vallby, Ärentuna socken och Uppsala kommun.

## Inskriften
Translitterering av runraden:
[kiatilborn · ok · fasta · litu × rita stainn · etiʀ · faþur sn irnfatr]
Normalisering till runsvenska:
Kætilbiorn ok Fasta letu retta stæin æftiʀ faður sinn, Ærnfastr.
Översättning till nusvenska:
Kättilbjörn och Fasta läto uppresa stenen till minne av sin fader Ärnfast.